# ۹۸۷ (قمری)
۹۸۷ (قمری)، نهصد و هشتاد و هفتمین سال در گاهشماری هجری قمری است. اول محرم این سال برابر با دهم مارس سال ۱۵۷۹ میلادی است.

## وابسته
- خیرالنساء بیگم